# Вујадин Савић
Вујадин Савић (рођен 1. јула 1990. у Београду) је бивши српски фудбалер. Играо је на позицији штопера. Син је Душана Савића и Марине Рајевић Савић, односно супруг Мирке Васиљевић.

## Клупска каријера
Вујадин Савић је са осам година почео да тренира фудбал у Црвеној звезди, где је прошао све узрасне категорије. До првог тима био је заменик, а касније и капитен свих селекција омладинске школе Црвене звезде. Са 17 година је отишао на позајмицу у ФК Рад да би пред сезону 2009/10. поново обукао црвено-бели дрес.
Након неколико наступа у првој постави на почетку сезоне, пада у други план иако су сви предвиђали да ће бити један од носилаца игре због кумовске везе његовог оца, Дулета Савића са тадашњим тренером Владимиром Петровићем Пижоном. Ни пролећна промена тренера и долазак Ратка Достанића на место стручног штаба није допринела повратку младог Савића у први тим. Савић је за Црвену звезду одиграо 14 утакмица, без голгетерског учинка.
Под таквим околностима му је понуђен нови уговор током зимске паузе, на који није желео да пристане због инсистирања да што чешће буде на терену. Након завршетка сезоне спортски директор Иван Аџић понудио му је нови уговор, при чему је пред Вујадина постављен ултиматум - или да продужи сарадњу или да буде продат. Током преговора је и јавно затражио да ће потписати ако му буде гарантовано место у тиму, што Звездини челници нису могли да му понуде.
Савић је у јулу 2010. потписао уговор са ФК Бордо. У Бордоу је био четири године под уговором, али је одиграо само 10 утакмица у француској Првој лиги. Бордо га је слао на позајмице немачким друголигашима Динаму из Дрездена и Арминији из Билефелда.
У јануару 2015. је дошао на пробу у енглеског друголигаша Вотфорд, чији је тренер тада био Славиша Јокановић. Успео је да прође пробу, па је 23. јануара 2015. потписао уговор са енглеским клубом до краја сезоне. Вотфорд је на крају сезоне изборио пласман у Премијер лигу, али Савић није одиграо ниједан меч за овај клуб. У августу 2015, прелази у Шериф из Молдавије, где је провео наредне две сезоне. Одиграо је 45 утакмица и дао седам голова. Освојио је две титуле, и по један куп и суперкуп Молдавије.
Савић се 17. јуна 2017. вратио у Црвену звезду, са којим је потписао двогодишњи уговор, уз опцију продужетка на још једну годину. Током свог другог боравка међу црвено-белима (2017–2019), Савић је освојио две титуле првака Србије и изборио пласман у групну фазу Лиге шампиона и Лиге Европе, наступивши на укупно 65 утакмица.
У јулу 2019. године је потписао трогодишњи уговор са кипарским АПОЕЛ-ом. У фебруару 2021. је прослеђен на позајмицу у Олимпију из Љубљане до краја сезоне. По окончању позајмице се вратио у АПОЕЛ у којем је провео и такмичарску 2021/22.
Завршио је играчку каријеру 2022. године.

## Репрезентација
У марту 2018. године, селектор сениорске репрезентације Србије Младен Крстајић је уврстио Савића на списак играча за пријатељске утакмице против Марока и Нигерије. Ипак Савић је због повреде пропустио прилику да дебитује за национални тим.

## Трофеји

### Црвена звезда
- Суперлига Србије (2) : 2017/18, 2018/19.
- Куп Србије (1) : 2009/10.

### Шериф
- Првенство Молдавије (2) : 2015/16, 2016/17.
- Куп Молдавије (1) : 2016/17.
- Суперкуп Молдавије (1) : 2016.